# BGH4
BGH4는 대한민국의 여성4인조 보컬 그룹이다. 굿베리엔터테인먼트 2번째 여성그룹이며 제2의 가비엔제이로 불리며 데뷔하였다. 정식 데뷔전 가비엔제이와 H7美人이라는 프로젝트 그룹을 결성하여 활동하였고 2006년 9월 1집 앨범 'Memories Of HIM'을 발표한다. 그 후 디지털 싱글을 발표하며 꾸준히 활동을 이어가지만 2008년 싱글 Missing You를 발표하고 그룹은 해체된다. 한때 혜나(미스티)는 가비엔제이에서 활동했고 라희는 AB에비뉴라는 여성그룹으로 활동중이다.

## 발매앨범

### 정규앨범
- 1집 <memories of HIM> (2006년)

### 싱글앨범
- <project group H7美人> (2006년)
- <A For You> (2007년)
- <Missing You> (2008년)

]